# 国旗の日 (ウクライナ)
ウクライナにおいて8月23日は、2004年から国旗の日（こっきのひ、ウクライナ語: День Державного прапора України（ウクライナの国旗の日））として祝われている。かつてキエフでは、7月24日が国旗の日として制定されていた。現代において、黄色と青色のウクライナの国旗が初めて儀式用に掲げられたのは、ウクライナの正式な国旗として採択される1年半前である1990年7月24日に、キエフ市議会の旗竿掛けに掲げられた時である。
1992年からウクライナの独立記念日は8月24日に祝われている。